# Bonner Kammerchor
Der Bonner Kammerchor ist ein Gemischter Chor mit Sitz in Bonn und ist Mitglied im Verband Deutscher Konzertchöre (VDKC). Er nimmt regelmäßig an Chorwettbewerben und Rundfunkproduktionen teil. Konzertreisen führten den Bonner Kammerchor u. a. nach Japan, Chile, Russland, Italien und in die Ukraine. Der Kammerchor wird von Georg Hage geleitet.

## Geschichte
Gegründet wurde der Chor 1973 von Günther Cellarius als „Studentischer Kammerchor Bonn“. Sein erstes Konzert unter dem Namen „Bonner Kammerchor“ fand im Januar 1976 statt. 1977 folgte ein Zusammenschluss mit dem Collegium Cantorum, dem ehemaligen Chor des Collegium Musicum Bonn. Die Chorleitung übernahmen Walter Mik (1976–1983), Peter Henn (1983–2005) und Philipp Ahmann (2005–2012). Seit 2012 leitet Georg Hage den Chor.

## Repertoire
Das Repertoire des Bonner Kammerchors umfasst überwiegend A-cappella-Literatur von der Alten Musik bis zu zeitgenössischen Kompositionen, selten aufgeführten Werken sowie Erstaufführungen. Anlässlich seines 50. Chorjubiläums im Jahr 2023 führte der Bonner Kammerchor gemeinsam mit der Kölner Kantorei „Ein deutsches Requiem“ von Johannes Brahms in der Kölner Philharmonie auf.

## Auszeichnungen
(Auswahl)
- 1986: Internationaler Chorwettbewerb „Guido d'Arezzo“ in Arezzo, Italien
  - 1. Platz in der Kategorie „Romantik/Moderne“
  - 2. Platz in der Kategorie „Alte Musik“
  - 3. Platz in der Kategorie „Gregorianik“
- 1989: Landeschorwettbewerb Nordrhein-Westfalen, Köln
  - 1. Platz in der Kategorie „gemischte Laienchöre“, Sonderpreis für die beste Interpretation eines zeitgenössischen Stückes
- 1990: Bundeschorwettbewerb des Deutschen Musikrates, Stuttgart
  - 1. Preis in der Kategorie „gemischte Laienchöre“
- 1991: Internationaler Chorwettbewerb in Tolosa/Baskenland
  - 2. Preis in der Kategorie „Volkslied“
  - 2. Preis im Hauptwettbewerb
- 1993: Nominierung der ARD zum Internationalen Chorwettbewerb der European Broadcasting Union (EBU) „Let the Peoples Sing“
- 1996: Internationaler Chorwettbewerb in Spittal/Drau, Österreich
  - 1. Preis in der Kategorie „Kunstlied“
  - 3. Preis in der Kategorie „Volkslied“
- 2001: Landeschorwettbewerb Nordrhein-Westfalen, Hamm
  - 1. Preis in der offenen Kategorie für gemischte Chöre
- 2022: Deutsche Chormeisterschaft Koblenz
  - 2. Platz, Deutsche Chormeisterschaft[3]

## Festivals
- 2005, 2006, 2018[4]: Beethovenfest Bonn
- 2007: Tage Alter Musik in Herne
- 2010[5]: Bonner Schumannfest
- 2015: Internationale Chorbiennale Aachen
- 2018[6]: Aachener Bachtage
- 2024[7]: Romanischer Sommer Köln

## Diskografie
(Auswahl)
- Hohelied-Motetten (1995, Cantabile)
- Dietrich Lohff: Requiem für einen polnischen Jungen, (1999)
- Joseph Martin Kraus: Amphitryon, (2007, Phoenix Edition 111)
- Ins Licht (2010)